# Brittany Elmslie
Brittany Joyce Elmslie (* 19. Juni 1994 in Nambour) ist eine ehemalige australische Schwimmerin. Mit der 4 × 100-m-Freistilstaffel wurde sie bei den Olympischen Sommerspielen 2012 und 2016 Olympiasiegerin.

## Karriere
Bei den Olympischen Sommerspielen 2012 in London wurde Elmslie im Alter von 18 Jahren zusammen mit Alicia Coutts, Cate Campbell und Melanie Schlanger Olympiasiegerin über 4 × 100 m Freistil, dabei stellten sie im Finale einen neuen olympischen Rekord auf. Durch Teilnahme an Vorläufen gewann sie ebenfalls Silbermedaillen über 4 × 200 m Freistil und 4 × 100 m Lagen. Für ihre Erfolge bei den Olympischen Spielen wurde Elmslie im Jahr 2014 die Medaille des Order of Australia verliehen.
Bei den Schwimmweltmeisterschaften 2013 gewann Elmslie zwei Silbermedaillen mit der Staffel über 4 × 100 m und 4 × 200 m Freistil. Bei den Commonwealth Games 2014 gewann Elmslie Gold über 4 × 100 m Freistil und 4 × 200 m Freistil. Zudem gewann sie die Bronzemedaille über 50 m Schmetterling. Im Jahr 2015 musste Elmslie ihre Karriere wegen einer Erkrankung an Brustkrebs unterbrechen.
Bei den Olympischen Sommerspielen 2016 in Rio de Janeiro wiederholte Elmslie ihren Olympiasieg über 4 × 100 m Freistil mit einem neuen Weltrekord im Finale, diesmal zusammen mit Emma McKeon, Bronte Campbell und Cate Campbell. Mit Silber über 4 × 100 m Lagen gewann Elmslie ihre fünfte olympische Medaille. Bei den Kurzbahnweltmeisterschaften 2016 errang sie mit ihrem Sieg über 100 m Freistil ihren ersten Titel als Weltmeisterin.
Im April 2019 gab Elmslie ihr Karriereende bekannt.